# Szamasz-szarru-ibni
Szamasz-szarru-ibni (akad. Šamaš-šarru-ibni) – wysoki dostojnik za rządów asyryjskiego króla Sin-szarra-iszkuna (?–612 p.n.e.) pełniący na dworze królewskim urząd „naczelnego dowódcy wojsk” (turtānu). Jego imieniem jako postkanonicznego eponima (limmu) datowanych jest szereg dokumentów z Aszur, Niniwy i Dur-Szarrukin. Zgodnie z wyliczeniami uczonych sprawować on mógł swój eponimat w 615 r. p.n.e. (Reade), w 613 r. p.n.e. (Falkner) lub w 612 r. p.n.e. (Parpola). Najprawdopodobniej zginął wraz z królem Sin-szarra-iszkunem broniąc w 612 r. p.n.e. Niniwy przed wojskami Babilończyków i Medów.